# Laophonte arenicola
Laophonte arenicola är en kräftdjursart som beskrevs av Nicholls 1941. Laophonte arenicola ingår i släktet Laophonte och familjen Laophontidae. Inga underarter finns listade i Catalogue of Life.